# Polymers for Advanced Technologies
Polymers for Advanced Technologies (abrégé en Polym. Adv. Technol.) est une revue scientifique à comité de lecture. Ce mensuel publie des articles de recherches originales dans le domaine des polymères.
D'après le Journal Citation Reports, le facteur d'impact de ce journal était de 1,532 en 2009. L'actuel directeur de publication est Menachem Lewin (Université Polytechnique de New York, Université hébraïque de Jérusalem).